# كأس اليونان 1970–71
كأس اليونان 1970–71 (باليونانية: Κύπελλο Ελλάδος ποδοσφαίρου ανδρών 1970-71)‏ هو الموسم 29 من كأس اليونان. أشرف على تنظيمه الاتحاد الإغريقي لكرة القدم، وفاز فيه نادي أولمبياكوس.